# Voodoocult
Voodoocult – niemiecka supergrupa muzyczna wykonująca thrash metal. Powstała w 1994 roku z inicjatywy niemieckiego gitarzysty, kompozytora oraz wokalisty popowego Phillipa Boa.
Debiutancki album formacji zatytułowany Jesus Killing Machine ukazał się w 1994 roku. Nagrania były promowane dwoma singlami: Killer Patrol i Metallized Kids. W 1995 roku ukazał się drugi album pt. Voodoocult. Tego samego roku ukazał się także singel pt. When You Live As A Boy. Boa rozwiązał grupę niedługo po wydaniu drugiego studyjnego albumu, powracając tym samym do muzyki pop.

## Dyskografia
| Rok  | Tytuł                                                     | Pozycja na liście |
| Rok  | Tytuł                                                     | DEU               |
| ---- | --------------------------------------------------------- | ----------------- |
| 1994 | Jesus Killing Machine - Data: 1994 - Wydawca: Motor Music | 43                |
| 1995 | Voodoocult - Data: 1995 - Wydawca: Motor Music            | 57                |